# Children of Divorce
Children of Divorce is een Amerikaanse dramafilm uit 1927 onder regie van Frank Lloyd en Josef von Sternberg. Destijds werd de film in Nederland uitgebracht onder de titel Slachtoffers der echtscheiding.

## Verhaal
Jean Waddington, Ted Larrabee en Kitty Flanders zijn jeugdvrienden. Jean en Ted zijn allebei kinderen van gescheiden ouders en als ze opgroeien, worden ze verliefd op elkaar. Kitty valt voor de verpauperde prins Ludovico de Saxe. Ze wijst hem af, omdat haar moeder haar op het hart heeft gedrukt alleen omwille van het geld met een man te trouwen. Ondanks haar vriendschap met Jean zet Kitty haar zinnen op Ted. Na een dronken nacht stelt Ted vast dat hij getrouwd is met Kitty.

## Rolverdeling
| Acteur              | Personage                |
| ------------------- | ------------------------ |
| Clara Bow           | Kitty Flanders           |
| Esther Ralston      | Jean Waddington          |
| Gary Cooper         | Ted Larrabee             |
| Einar Hanson        | Prins Ludovico de Saxe   |
| Norman Trevor       | Hertog Henri de Goncourt |
| Hedda Hopper        | Katherine Flanders       |
| Edward Martindel    | Tom Larrabee             |
| Julia Swayne Gordon | Prinses de Saxe          |
| Tom Ricketts        | Secretaris               |
| Albert Gran         | Mijnheer Seymour         |
| Iris Stuart         | Mousie                   |
| Margaret Campbell   | Moeder-overste           |
| Percy Williams      | Manning                  |
| Joyce Coad          | Kleine Kitty             |
| Yvonne Pelletier    | Kleine Jean              |
| Marion Feducha      | Kleine Ted               |